# Sverre Hassel
 (juin 2023).
Si vous disposez d'ouvrages ou d'articles de référence ou si vous connaissez des sites web de qualité traitant du thème abordé ici, merci de compléter l'article en donnant les références utiles à sa vérifiabilité et en les liant à la section « Notes et références ».
Sverre Helge Hassel (30 juillet 1876 - 6 juin 1928) est un explorateur polaire norvégien, l'un des membres de l'Expédition Amundsen, faisant partie de l'équipe de cinq hommes ayant atteint le pôle Sud en premier.

## Biographie
Sverre Hasse est né à Oslo et travaille à la mer très jeune. Entre 1898 et 1902 il prend part à la tentative d'Otto Sverdrup de faire le tour intégral du Groenland. Avec Gunnar Isachsen, il contourne les îles Ringnes et reconnaît à ses deux extrémités le détroit de Hassel.  
Hassel et Helmer Hanssen sont choisis par Roald Amundsen comme chargés des chiens d'attelage lors de son expédition au pôle Sud entre 1910 et 1912. Le 14 décembre 1911 Amundsen, Hassel, Hanssen, Bjaaland et Wisting deviennent les premiers hommes à avoir foulé le pôle Sud.
Plus tard dans sa vie il déménage à Grimstad, où il travaille en tant que douanier.

## Postérité
Dans le film historique et biographique norvégien Voyage au bout de la Terre (Amundsen), réalisé par Espen Sandberg et sorti en 2019, son rôle est interprété par Kenneth Åkerland Bergas.